# Cybaeidae
Cybaeidae es una familia de arañas que comprenden doce géneros.

## Géneros
- Argyroneta Latreille, 1804 (Paleártico)
- Cedicoides Charitonov, 1946 (Turkmenistán, Tayikistán, Uzbekistán)
- Cedicus Simon, 1875 (Mediterráneo Oriental, Asia)
- Cybaeina Chamberlin & Ivie, 1932 (USA)
- Cybaeota Chamberlin & Ivie, 1933 (USA, Canadá)
- Cybaeozyga Chamberlin & Ivie, 1937 (USA)
- Cybaeus Koch, 1868 (América, Europa, Japón, Corea, China)
- Dolichocybaeus Kishida, 1968 (Japón, Corea)
- Heterocybaeus Komatsu, 1968 (Japón)
- Paracedicus Fet, 1993 (Turkmenistán, Azerbaiyán)
- Symposia Simon, 1898 (Venezuela, Colombia)
- Vagellia Simon, 1899 (Sumatra)

## Fuente
- Wikispecies tiene un artículo sobre Cybaeidae.